# Site historique d'Olana
 (mai 2024).
Le contenu est difficilement compréhensible vu les erreurs de traduction, qui sont peut-être dues à l'utilisation d'un logiciel de traduction automatique.
Olana est un monument historique américain situé à Greenport dans l'État de New York, près de la ville d'Hudson, ancienne demeure de Frederic Edwin Church (1826–1900), l'un des peintres majeurs de l'école paysagère de l'Hudson River.  
La pièce maîtresse du domaine est une villa éclectique qui surplombe un parc et une ferme conçue par Frederic Church. Elle offre une large vue panoramique sur la vallée du fleuve Hudson, les montagnes Catskill et la chaîne Taconic. Lui et son épouse Isabel (1836–1899) nomment leur domaine d'après une forteresse située dans la Grande Perse (aujourd'hui en Arménie), qui surplombe également une vallée fluviale. 
Olana est aux États-Unis l'une des rares demeures d'artiste, également atelier, demeurant intacte, devenue monument historique national en 1965. La maison est également un très bon exemple de l'architecture orientaliste. Il est détenu et géré par le Bureau des parcs, des loisirs et de la préservation historique de l'État de New York, et est également soutenu par le Olana Partnership, une organisation à but non lucratif 501 (c) (3). Le bâtiment principal est un chef-d'œuvre architectural conçu par l'architecte Calvert Vaux travaillant étroitement avec Church. La villa en pierre, brique et pochoir polychrome est un mélange de styles victorien, persan  et mauresque. L'intérieur resta tel qu'il était du vivant de Church, meublé de manière exotique et décoré avec des objets de ses voyages à travers le monde, et avec une quarantaine de peintures de Church et de ses amis. La maison est délicatement peinte à l'intérieur comme l'extérieur ; Church a conçu les pochoirs sur la base de ses voyages au Moyen-Orient. La maison contient le dernier atelier de Church, bâti comme un ajout de 1888 à 1890.

## Histoire

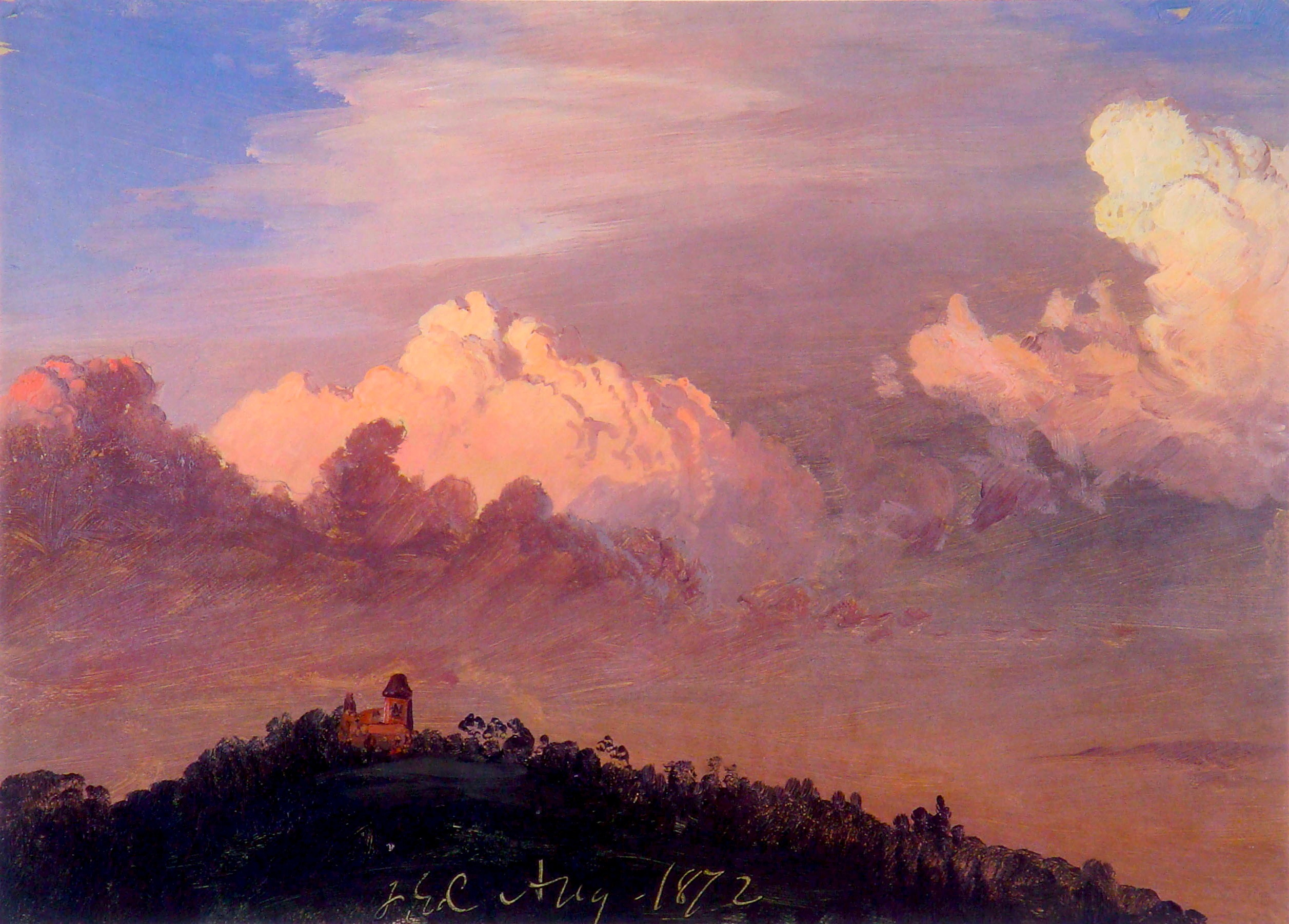
Nuages sur Olana, par Frederic Edwin Church, 1872.

En 1845, Frederic Church esquisse (représentation d'un projet de construction) pour la première fois la propriété qui allait devenir Olana. Il était l'étudiant de Thomas Cole, désormais considéré comme une figure fondatrice de l'école des peintres de la Hudson River School. Le 31 mars 1860, quelques mois avant son mariage avec Isabel Carnes, Church revint à l'achat d'une ferme misérable de 51 ha sur une pente sud-est d'une colline dans le comté de Columbia, près des villes prospères de Hudson et Catskill, New York. Le premier élément qu'il a ajouté à la propriété était un petit chalet, qui aurait été conçu par Richard Morris Hunt. En outre, Church a aménagé des jardins et des vergers, dragué un marais pour créer un lac, planté des arbres, et construit un atelier. Frederic et Isabel Church ont appelé leur maison "Cosy Cottage" et leur propriété "la Ferme".
Ils eurent deux enfants, un fils en 1862 et une fille en 1865. La vie bucolique de la famille à Olana changa pour toujours en mars 1865, avec la mort des enfants de la diphtérie. En deuil, le plus grand coup émotionnel de leur vie, ils décidèrent de voyager avec des amis sympathiques pour la Jamaïque pendant quatre mois, puis en retrait dans le Vermont. À la fin de 1865, le couple retourna à Cosy Cottage pour tout recommencer. Frederic Joseph Church est né en automne 1866, le premier de trois fils et d'une fille élevé à l'âge adulte à Olana.
En 1867, Church acquit une parcelle de bois mûrs au sommet de sa colline, et commença à planifier une grande maison pour le site. Après un voyage de 18 mois en Europe et au Moyen-Orient, Church embaucha l'architecte Calvert Vaux et travailla avec lui sur la conception du manoir, qui a été construit entre 1870 et 1872. Les Church accueillaient des figures notables des mondes littéraires, religieux, artistiques et des affaires : l'écrivain Charles Dudley Warner et sa femme Susan Hale, le sculpteur Erastus Dow Palmer et sa femme Mary Jane, l'industriel William H. Osborn et son épouse Virginia, et l'humoriste Mark Twain. Pour Noël en 1879, Isabel Church a donné à son mari plusieurs livres sur la géographie du Moyen-Orient antique, et peu après le couple a commencé à appeler leur propriété "Olana".
Church a amélioré continuellement la propriété, traçant des routes ou des allées pittoresque en calèche et ajouter une aile de l'atelier à la maison entre la période de 1888–1891. Bien que les Church ont souvent hiverné dans les climats plus chauds, et passé du temps à New York, Olana était leur résidence principale. Après la mort d'Isabel Church en 1899 et la mort de Frederic Church en 1900, la propriété fut héritée par leur fils Louis Church, qui épousa Sarah Baker Good (connue sous le nom de Sally) en 1901. Louis et Sally Church ont maintenu la propriété en grande partie comme elle leur avait été laissée, ajoutant une superficie supplémentaire pour l'agriculture. Après la mort de Sally Church en 1964, un neveu hérita de la succession et avait l'intention de la vendre à des promoteurs lors d'une vente aux enchères publique. Après une campagne anti-développement de deux ans menée par le savant David C. Huntington (1922–1990), qui a abouti à un article de couverture sur Olana dans le magazine Life, l'État de New York a acheté la propriété en 1966 puis ouvert au public.

## Paysage

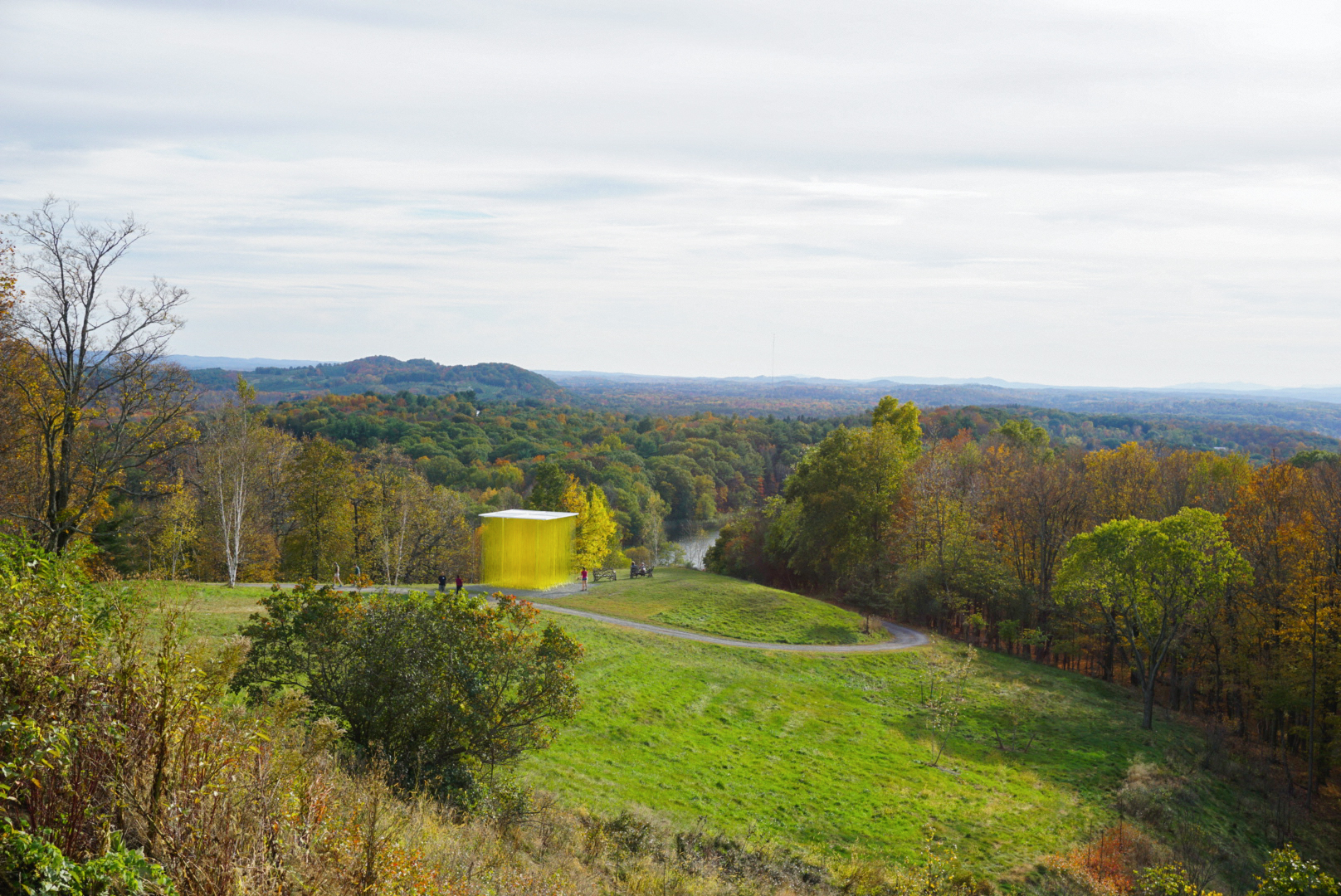
Partie du paysage et du panorama d'Olana.

Durant les quarante dernières années de sa vie, Frederic Church a créé un paysage conçu de 250 acres à Olana. Dans une lettre de 1884, Church écrivit de son travail sur le site d'Olana: "je peux faire de plus en plus de paysages de cette manière que par l'altération de la toile et de la peinture dans l'atelier." Aujourd'hui, Olana est connue comme l'un des paysages pittoresques les plus importants des États-Unis. Réalisé au cours de la même période avec les mêmes motivations, esthétiques et idéologiques le paysage d'Olana avait été comparé à Central Park, conçu par Frederick Law Olmsted et Calvert Vaux.
Church a commencé la conception physique du paysage à Olana en recherchant pendant trois ans la propriété idéale. Il avait marché et dessiné dans une grande partie de la Nouvelle-Angleterre et ailleurs à ce moment-là, mais ses deux années formatives avec Thomas Cole dans les environs de Catskill, New York, le ramena à la vallée de l'Hudson. La succession de Church couvre une série de petits nœuds se levant jusqu'à la Sienghenbergh - néerlandais pour "Long Hill" - où la maison principale est situé. De différents points autour de la propriété, on a une vue sur le fleuve Hudson, les montagnes Catskill, Taconic et Berkshire Mountain, ainsi que New York, Connecticut, Massachusetts et Vermont.
En 1860, Frederic Church fait son acquisition initiale d'une ferme de 126 acres (50,99 ha), qu'il développe en ferme ornementale. Près de Cosy Cottage, un verger de 15,5 acres (6,3 ha) rentable et 4,3 acres (1,7 ha) des potagers et des jardins fruitiers ont été créés en plus des pâturages et des terres cultivables, chacun avec un caractère visuel distinct. La famille a toujours appelé leur propriété "la ferme", mais quand il a acheté la terre, Church a pris environ la moitié de la production agricole active pour créer un parc paysager. Dans ce parc, Church a planté des milliers d'arbres indigènes (plusieurs transplantés d'ailleurs sur le site); a créé un lac de 10 acres (40 000 m2) d'un marais; construit un atelier, une maison d'été, et des bancs et des rampes rustiques. Church a acquis stratégiquement des parcelles adjacentes supplémentaires jusqu'à ce que sa propriété englobe 250,2 acres (101,3 ha) et le sommet de la colline où la maison principale à Olana est maintenant.
Pour dissimuler, révéler et encadrer des paysages de sa propre propriété et de la vallée de l'Hudson au sens large, Church a combiné des reliefs naturels avec la disposition soignée des allées en calèche et de vastes plantations d'arbres et d'arbustes. Frederick Law Olmsted considérait ces paysages comme des «images» à travers lesquelles les gens pouvaient se promener. En plus de se divertir souvent, les Church ont ouvert les terrains d'Olana au grand public. À partir des célèbres promenades en calèche, les visiteurs ont vécu les vignettes de paysage de l'artiste presque comme du cinéma, dans une séquence chorégraphiée par Church. L'aspect ultime du paysage conçu par Church est la vue depuis la maison principale. Là, le sol s'éloigne brusquement, l'Hudson s'élargit à 2 milles (3 km) de l'autre côté, et les Catskills montent en flèche. Tout comme les paysages peintes de Church sur les chutes du Niagara, les icebergs canadiens et les volcans sud-américains, cette scène capture la majesté de la nature. Pour l'artiste et ses contemporains, cette vue est une capture d'un égalisation de l' essence de la Nouvelle nation, des références à l'essentiel, à la force économique actuelle et aux héritages littéraires et artistiques distingués du Knickerbocker Group et de la Hudson River School de la région.

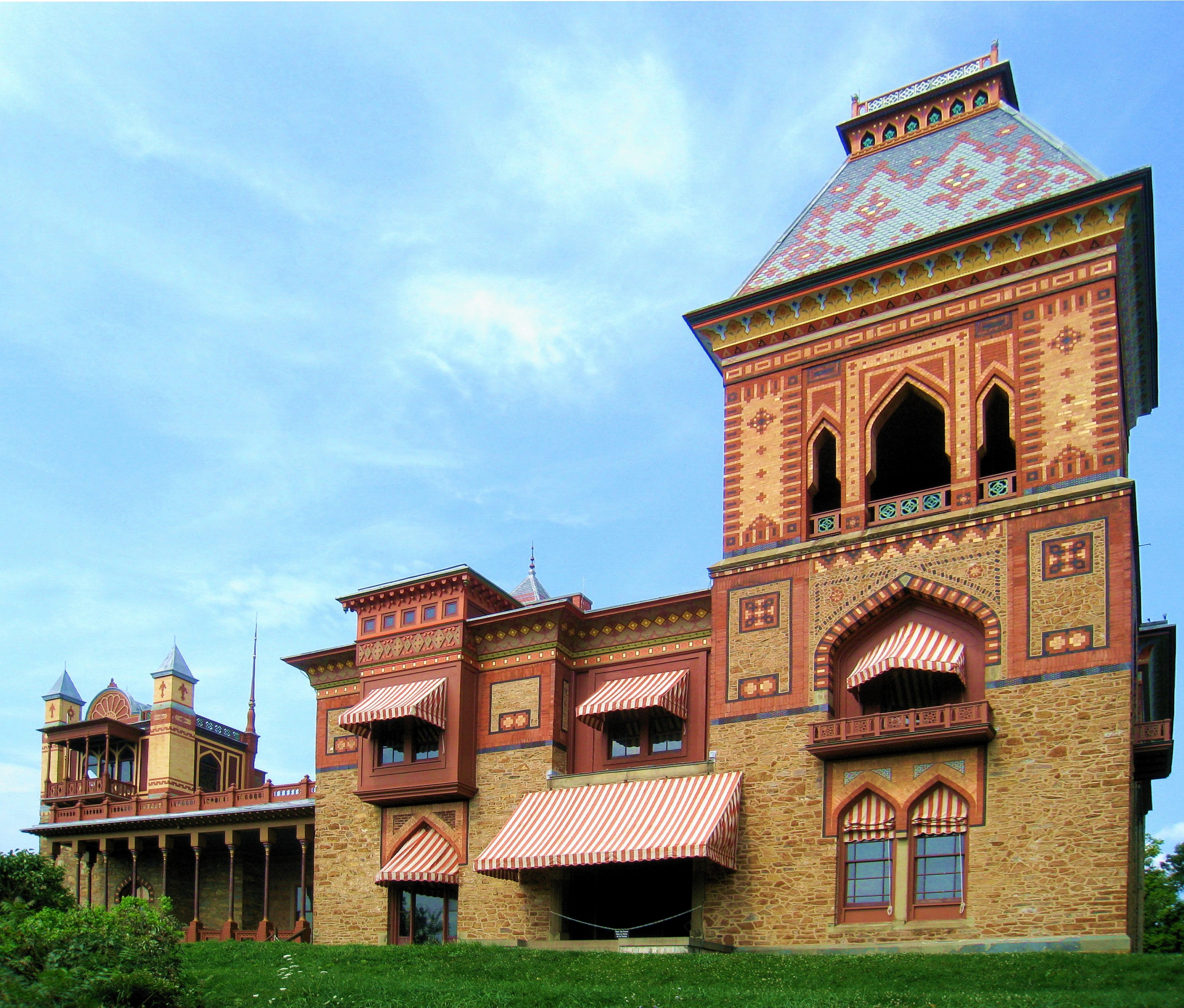

## Résidence principale

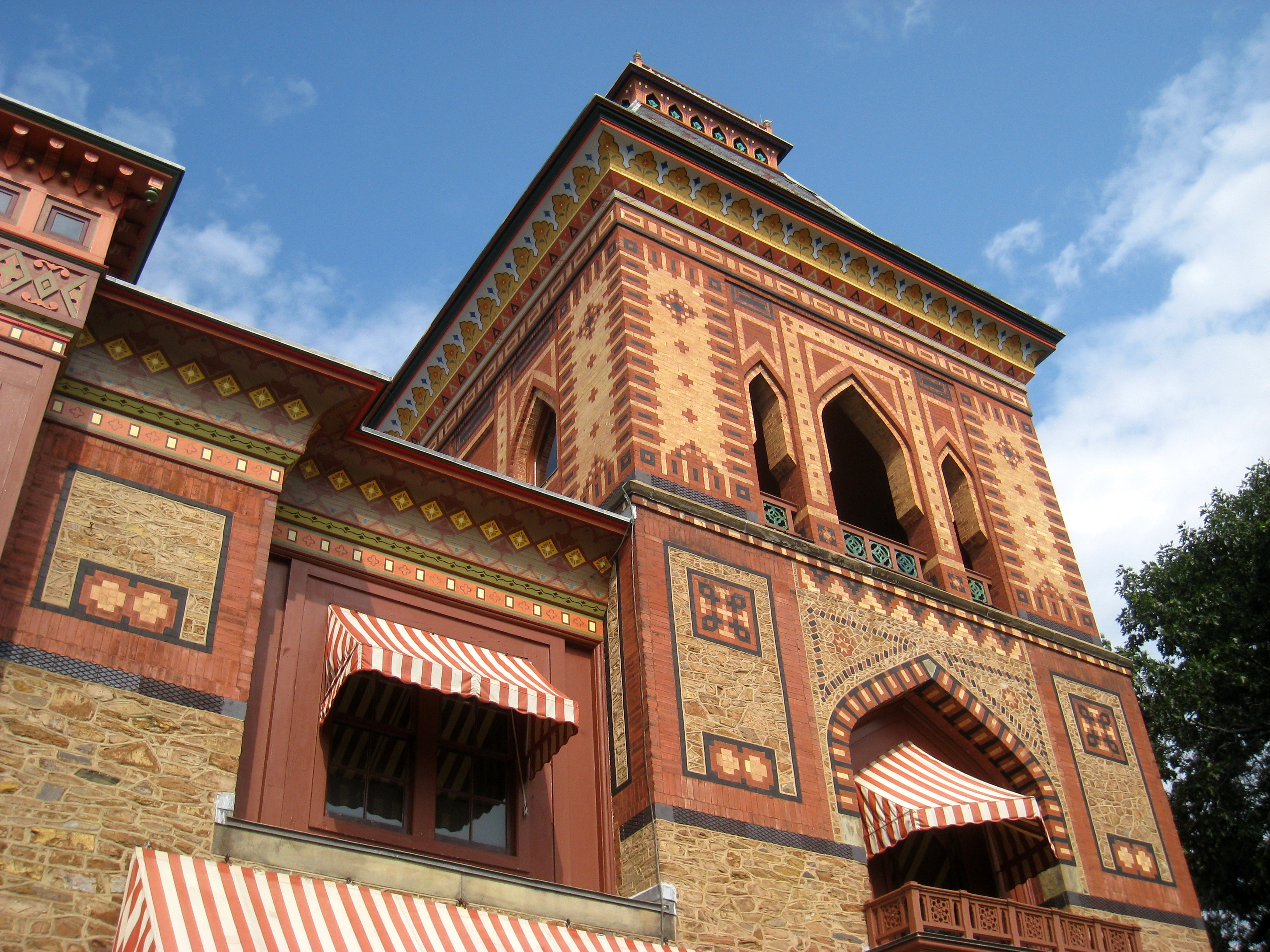
La façade sud de la maison principale.

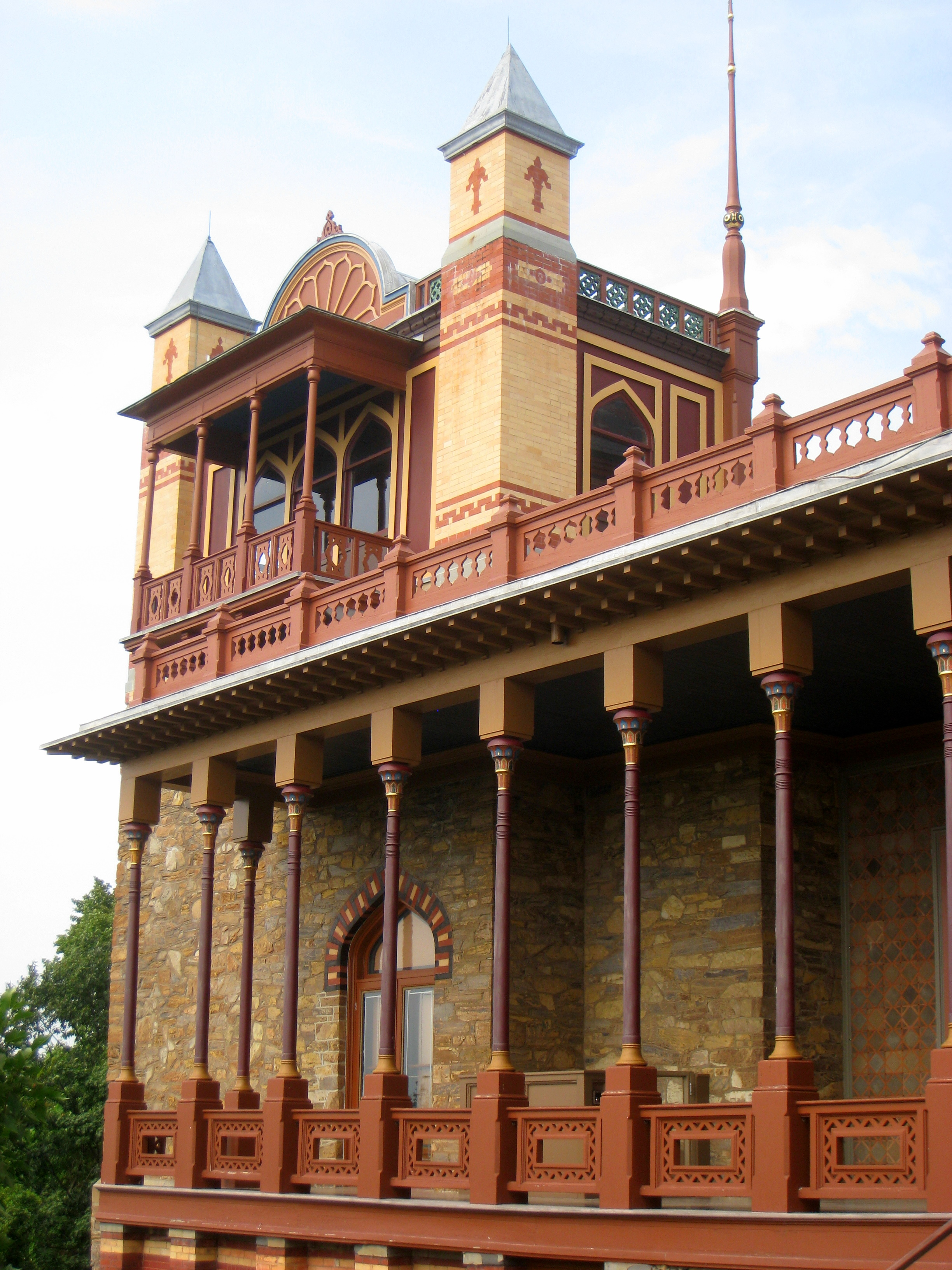
Vue sur la Piazza et la Tour de l' atelier.

La villa en pierre, en briques et en polychrome à Olana est un mélange inhabituel d'éléments structurels victoriens et de motifs décoratifs du Moyen-Orient de différentes époques et endroits. Les éléments mauresques se mélangent aux thèmes Italiens contrastés. Frederic et Isabel Church émussent par l'architecture qu'ils avaient vue lors de leurs voyages à Beyrouth, Jérusalem et Damas en 1868. À leur retour dans leur ferme, ils abandonnèrent les plans préliminaires de Richard Morris Hunt délimitant une maison de manoir dans le style français. Au lieu de cela, Church a travaillé en étroite collaboration avec l'architecte Calvert Vaux pour réaliser une vision plus personnelle. Church était responsable de la conception globale et des détails, avec la participation de Vaux essentiellement celle de consultant. Church écrivit à un ami: «Je construis une maison et je suis mon propre architecte. Je donne des directives toute la journée, dessine des plans et des dessins de travail toute la nuit. " Le résultat était une villa avec une masse asymétrique de tours et de blocs en maçonnerie ponctuée de fenêtres et de porches fantaisistes. La silhouette irrégulière de l'extérieur contrastait avec le rythme plus régulier des pièces disposées autour d'une grande salle centrale. Sur l'extérieur, les motifs du Moyen-Orient ont été réalisés en brique colorée, en ardoise, en céramique et en particulier en pochoir. Les corniches des sections distinctes de la structure étaient chacune ornées de pochoirs multicolores et dorés, de motifs conçus par Church lui-même. Le pochoir s'est poursuivi dans les salles principales du premier étage. Ensemble, les différents motifs et thèmes créent une unité artistique unique, difficile à classer. Il a été appelé diversement persan-mauresque-éclectique et italianisant-oriental-pittoresque. Le poète John Ashbery a décrit les résultats : « L'ensemble est à couper le souffle, et malgré la prolifération des éléments architecturaux et de la décoration de la tuile polychrome, il n'est pas occupé, mais solennel et follement fantaisiste, comme la peinture de Church
Church a conçu ou commandé beaucoup d'autres dispositifs ingénieux, tels que des fenêtres en verre ambré recouvertes de motifs en papier découpé et des boiseries en teck sculptées par les ateliers de Lockwood Forest à Ahmadabad, en Inde. En l'absence de conseiller en architecture, Church a conçu et construit l'aile de l'atelier à l'extrémité ouest de la maison, qui comprenait des chambres et une salle d'observation vitrée dans la tour. Décrivant sa maison à un journaliste, Church la qualifie de "persane, adaptée à l'Occident".
Les meubles acquis par Frédéric et Isabel au cours de leur vie restèrent dans la maison. Il y a des peintures de Frederic Church ainsi que des œuvres d'art de son mentor Thomas Cole et de ses amis Martin Johnson Heade et Erastus Dow Palmer. La salle à manger abrite une collection de peintures de maîtres anciens. L'assortiment éclectique de meubles et d'arts décoratifs comprend des tapis, des ferronneries, des céramiques et des costumes du Moyen-Orient, de l'art populaire et des beaux-arts du Mexique, ainsi que des meubles américains et orientaux haut de gamme. La résidence principale d'Olana a été décrite comme l'exemple quasi parfait du mouvement esthétique en Amérique.

## Œuvre d'art créée
Frederic Church a créé certaines de ses œuvres les plus célèbres à Olana, dans un atelier sur la colline au-dessus du Cosy Cottage. Toute sa vie, mais surtout dans les années 1850, Church voyagea à travers l'Amérique du Nord et l'Amérique du Sud, réalisant des croquis à l'huile et au crayon qui servaient de notes pour l'œuvre qu'il devait ensuite achevé. Bien que ses principales œuvres d'art sont des transcriptions du paysage, Church les appela, des «compositions» - composées de ses croquis et de ses propres intentions artistiques. Dans les années 1860 et 1870, ce processus s'est produit à Olana, ainsi qu'au Church's Tenth Street Studio Building à New York. En règle générale, l'essentiel du travail de Church a été fait dans l'atelier d'Olana, puis il a terminé la peinture à New York. Church a fait également des croquis dynamiques du paysage d'Olana; il en a encadré quelques-uns et les a accrochés dans la résidence principale.
Dans l'atelier d'Olana, il a réalisé des centaines de dessins techniques au crayon et à l'huile pour des pochoirs, des cheminées, des rampes et d'autres éléments architecturaux de la maison principale. Avec l'apparition des rhumatismes dans les années 1870, Church mis un peu de côté la peinture. De plus en plus, il se tourna vers Olana, améliorant le paysage, achetant des œuvres d'art pour la maison et construit lui-même l'aile de l'atelier.
Olana était parmi l'une des nombreuses maisons de grands artistes de la vallée du fleuve Hudson, comparable à Malkasten d' Albert Bierstadt à Irvington (détruite par un incendie en 1882) et Ever Rest de Jasper Francis Cropsey, à Hastings-on-Hudson .

## Champ de vision
L'Olana Viewshed comprend des vues panoramiques qui commencent dans la vallée du fleuve Hudson et s'étendent vers le Massachusetts, le Vermont et le Connecticut. À l'ouest, la crête de Sieghenburgh tombe brusquement, offrant une vue sur le fleuve Hudson à travers une série d'arbres indigènes plantés par Church Frederic au XIXe siècle. À l'ouest de l'Hudson River, on peut voir la chaine orientale des Montagnes de Catskilll. Au sud-ouest et au sud, le terrain descend à Quarry Hill en dirigeant l'œil à trois milles de la baie Inbocht. Au sud-est et à l'est, la colline Blue Hill s'élève au loin. En 1876, un journaliste new-yorkais a déclaré : « Il n'y a pas de vue plus fine dans le monde que ce qu'il peut commander de ses fenêtres." Church a passé plus de trente ans à concevoir méticuleusement le paysage - y compris l'excavation d'un lac artificiel en 1873 pour refléter l'Hudson et ajouter de l'équilibre au panorama - tout en produisant des dizaines d'esquisses à l'huile du paysage d'Olana. La propriété de Long Hill a été achetée par Church en raison de ses paysages grandioses: «À son père sceptique (qui finançait l'achat), Church a soutenu que le terrain était important pour« garantir de belles ouvertures pour les vues ».»
Après la vie de Frederic Church, le Partenariat Olana a été un pivot pour décourager la production de deux projets industriels qui auraient nui au bassin d'observation d'Olana. En 1977, la Commission de réglementation nucléaire et l'autorité de l'État de New York ont tenu des audiences sur l'implantation d'une centrale nucléaire à Cementon, au sud de Catskill et dans le bassin d'observation d'Olana. La tour de refroidissement proposée aurait atteint 250 pieds de diamètre à son point le plus élevé. Une peinture de la vue sud d'Olana par Frederic Church a été utilisée dans les audiences comme preuve pour soutenir la signification culturelle et historique du bassin d'observation d'Olana. En 1979, l'autorité de l'État de New York a annoncé qu'elle abandonnait les plans de la centrale nucléaire Cementon.
Le 14 septembre 1998, le St. Lawrence Cement a annoncé des plans pour une usine de ciment de 2,2 millions de tonnes à Hudson et à Greenport, à New York, près des rives du fleuve Hudson. En 2001, Riverkeeper et une large coalition environnementale, y compris Olana ont demandé le statut de parti-conseil a New York State Department of Environmental Conservation.Autorisation de conservation de la protection environnementale pour le projet proposé. Le 24 avril 2005, après une sévère protestation de la communauté d'Hudson Valley et des écologistes, le St. Lawrence Cement a abandonné le projet Greenport
Depuis 1992, Scenic Hudson et ses partenaires de conservation ont contribué à la protection de plus de 2 400 acres dans le bassin d'observation d'Olana. En 2015, une servitude de conservation protéga les vues de Letterbox Farm Collective, une ferme voisine.

## Restauration et gestion
Olana est gérée par le bureau des parcs, des loisirs et de la préservation historique de l'État de New York, avec le soutien du partenariat Olana. Les deux travaillèrent pour restaurer Olana afin de lui donner son apparence des années 1890. Un grand musée et des archives, faisant partie de la propriété originale de Church, est ouvert au grand public et comprend plus de 700 œuvres de Church ainsi que des milliers œuvres d'art d'autres artistes, y compris des peintures de Martin Johnson Heade, Arthur Parton et John Thomas Peele et de nombreuses œuvres de l'ami proche de Church, le sculpteur Erastus Dow Palmer . Les archives, ouvertes aux universitaires, contiennent des lettres, des albums, des factures, des reçus et d'autres documents éphémères. Un centre d'accueil est installé dans l'ancienne remise des transports et une chambre à l'étage a été transformée en galerie Evelyn et Maurice Sharp, qui présente des expositions temporaires d'œuvres d'art tirées principalement des collections d'archives.
Le site a été fermé pendant la saison 2006 pour des rénovations importantes. Les pochoirs sur les murs ont été stabilisés et de nouvelles moquettes ont été posées dans la salle d'audience. Les conservateurs et les restaurateurs ont réalisé des travaux de réhabilitation sur les meubles, les rembourrages et des textiles. Amélioration des systèmes de sécurité, d'incendie et de climatisation. Lors de la réouverture en mai 2007, la commissaire Carol Ash a déclaré: "L'installation de nouveaux équipements ultramodernes et souligne l'engagement de l'État de New York pour la préservation de ce monument historique remarquable, et était impatients de présenter à nouveau les collections et les paysages extraordinaires de l’une de nos plus importantes ressources culturelles. "
L'ancienne remise dans le complexe de la grange abrite maintenant des programmes éducatifs. Les plans futurs comprennent une reconstruction du complexe et une stabilisation de la grange principale, pour mieux correspondre à leur rôle de centres d'éducation ouverts toute l'année. Olana a été cité comme un exemple novateur de partenariat public-privé. Olana préconise la préservation de son panorama en encourageant les dons de servitudes scéniques sur les propriétés et en décourageant le développement de projets industriels, comme une usine de ciment et une centrale électrique proposée.

## Historiographie
Olana a fait l'objet d'études savantes par une succession d'étudiants et d'experts sur la vie de Church. Le catalogage et l'analyse de David C. Huntington au milieu des années 1960 sont reconnus comme le premier travail fondamental. Huntington est crédité non seulement d'avoir sauvé le site des enchères publiques, mais d'avoir porté la réputation de Church de l'obscurité à la proéminence en ce qui concerne la Hudson River School . Huntington a théorisé que les croquis et les peintures que Church exposa à Olana, ceux qu'il a conserver ou acquerit de nouveau, étaient la clef pour comprendre les valeurs personnelles du peintre.
Huntington a supposé que le nom "Olana" était une corruption d'une ancienne langue - un article à cet effet avait été publié dans les années 1890 dans le Boston Herald et perdurera pendant de nombreuses décennies. En 1966, Huntington est revenue sur cette histoire, écrivant que le mot en arabe Al ' ana, signifiant « notre place en haut », et que le mot aurait été translittéré en latin sous le nom « Olana ». L'historien de l'art et spécialiste de Church Gerald L. Carr n'a trouvé aucune confirmation que les Church aient jamais considéré cette signification. Au lieu de cela, Carr croyait que la réponse était dans une copie de la Geographica de Strabon dans la bibliothèque d'Olana, un ouvrage en plusieurs volumes donné par Isabel Church à son mari à Noël 1879. Un volume de cet ouvrage grec classique décrit une forteresse nommé Olana, ou Olane, situé sur une colline près de la rivière Araxes à Artaxata, une ville de l'Arménie moderne, près de la frontière orientale de Turquie et bras nord-ouest de l'Iran. Carr a supposé que les Church avaient commencé à appeler leur résidence "Olana" après avoir lu Strabon. John Ashbery a accepté, écrivant en 1997 que l'Artaxata de Strabon "était l'un des sites supposés du jardin d'Eden ", et que les Church avaient ressenti une parenté avec les qualités idylliques et protégées de l'ancienne Olana.

## Tourisme
Olana est situé dans la partie sud de Greenport, New York, dans le comté de Columbia, au sud d'Hudson et à l'est de Catskill. En voiture, le domaine peut être atteint depuis la route 9G de l'État de New York, à moins d'une heure de route au sud d'Albany. La gare Amtrak la plus proche est à Hudson . Les terrains sont ouverts pendant la journée tout au long de l'année et les routes de transport d'origine sont accessibles. Les visites organisées de la résidence sont généralement proposées du mardi au dimanche et les lundis fériés, d'avril à octobre. De novembre à mars, elles ont lieu du vendredi au dimanche. Les réservations sont recommandées. Les photos sont autorisées partout sur le site, y compris à l'intérieur de la maison. Le Hudson River Skywalk, une passerelle piétonne traversant le pont Rip Van Winkle, ouvert en 2019, relie le site au lieu historique national Thomas Cole à Catskill,.

## Dans la culture populaire
- Olana a figuré dans la production en quatre parties de A&E Network de Bob Vila, Guide to Historic Homes of America.[34] Pour le premier épisode, au sujet des maisons historiques dans le nord-est des États-Unis, Vila et son équipage se sont rendus dans cinq endroits contenant des structures historiques, dont Olana.
- L'album de Marc Cohn 1998 Burning the Daze contient une chanson intitulée "Olana", sur Church et la construction du domaine.

## Galerie de photographies

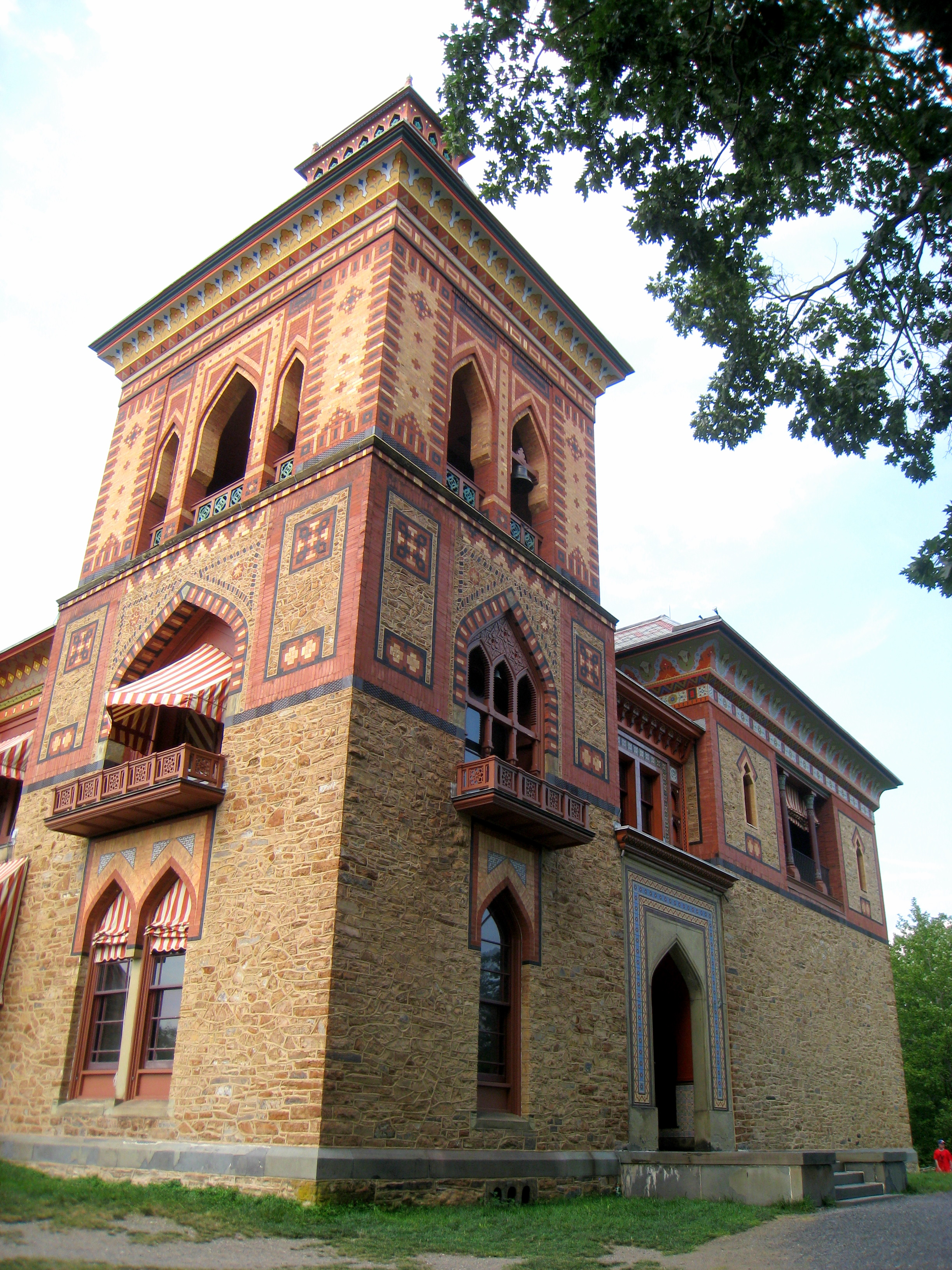
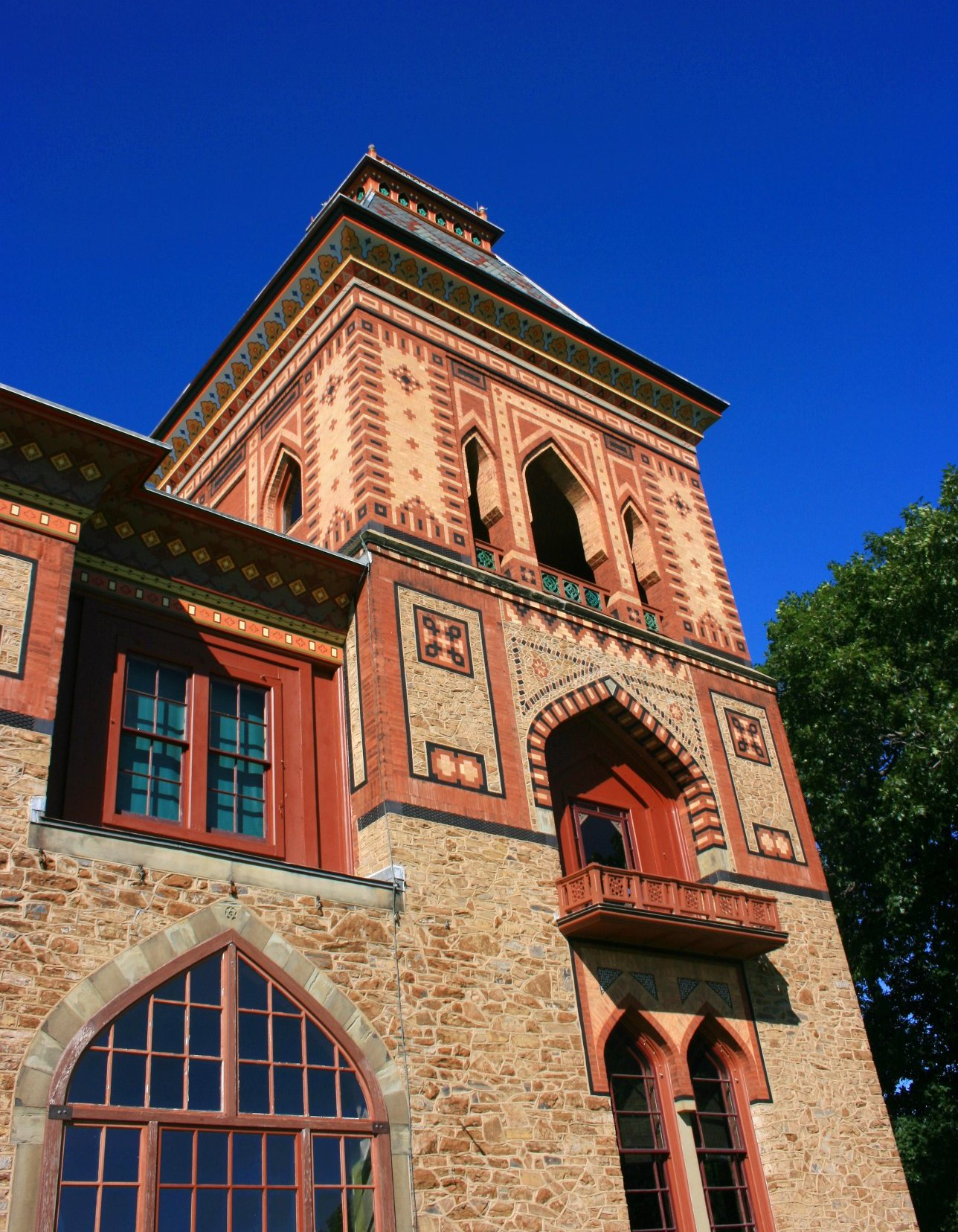
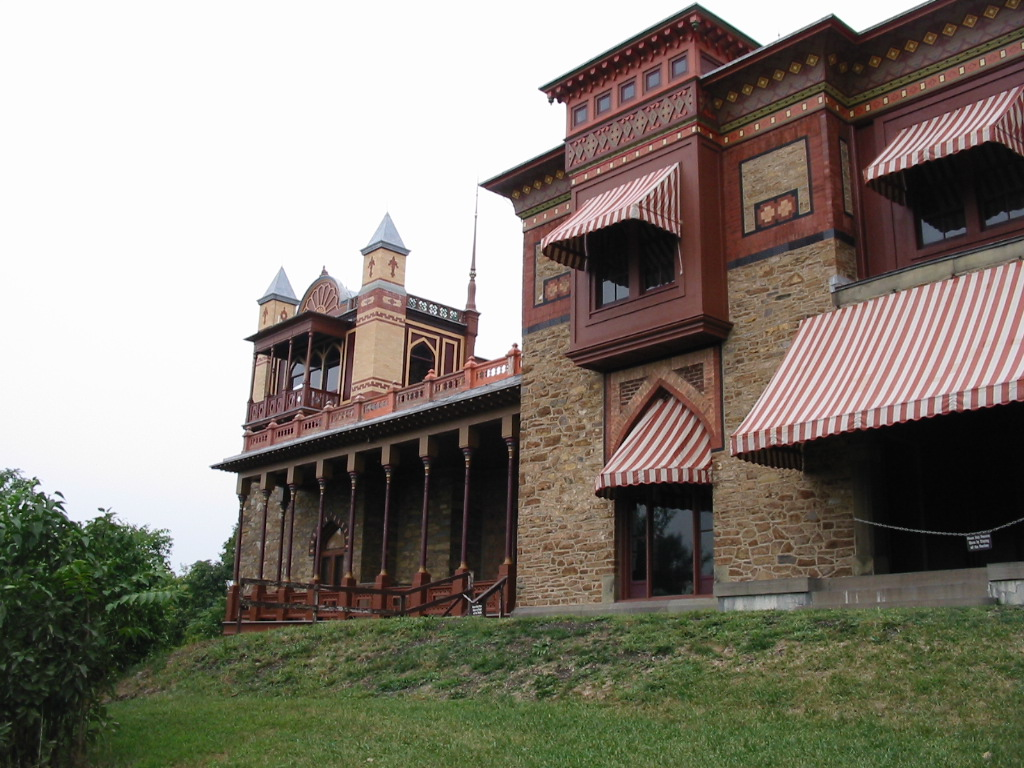
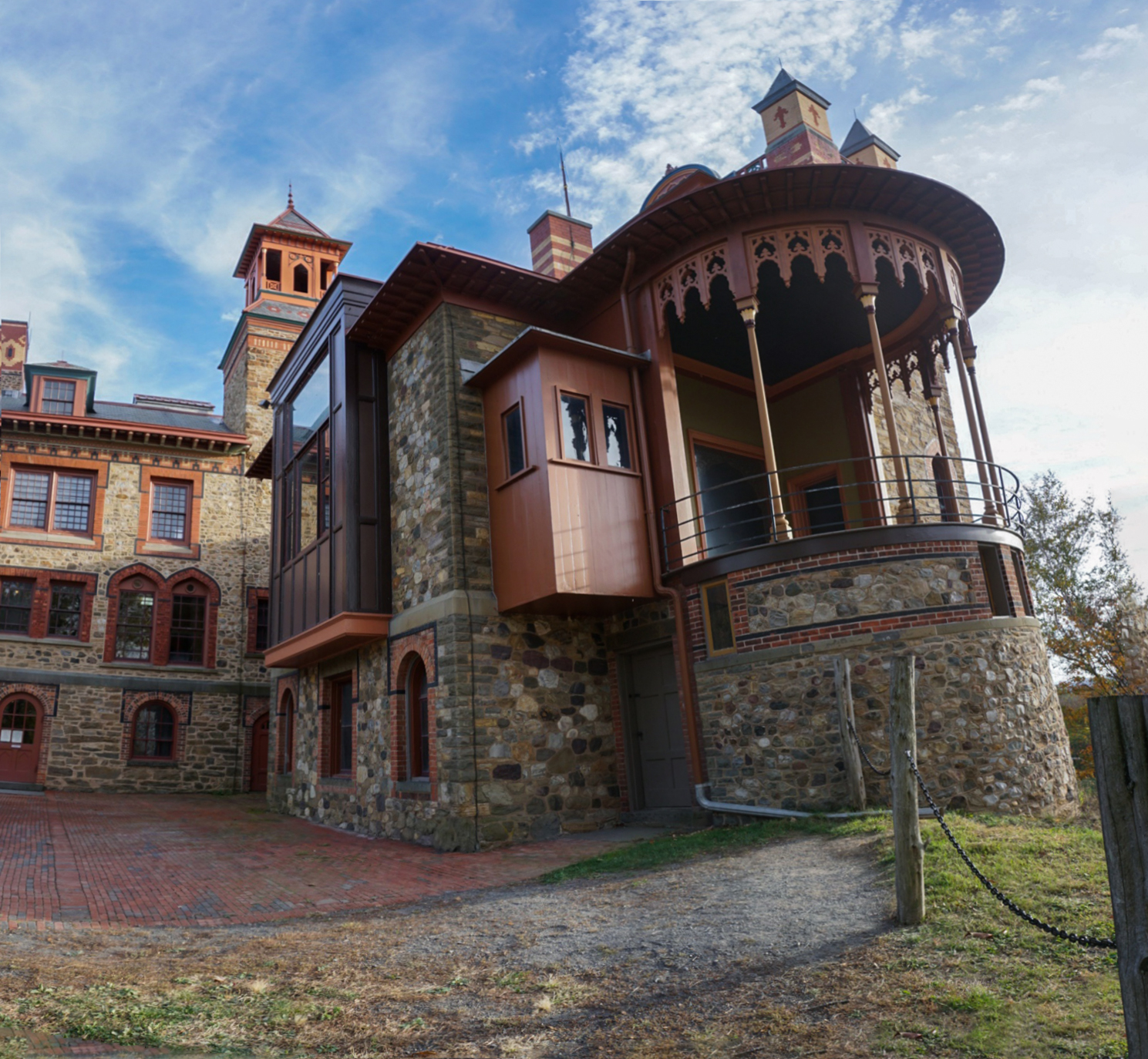
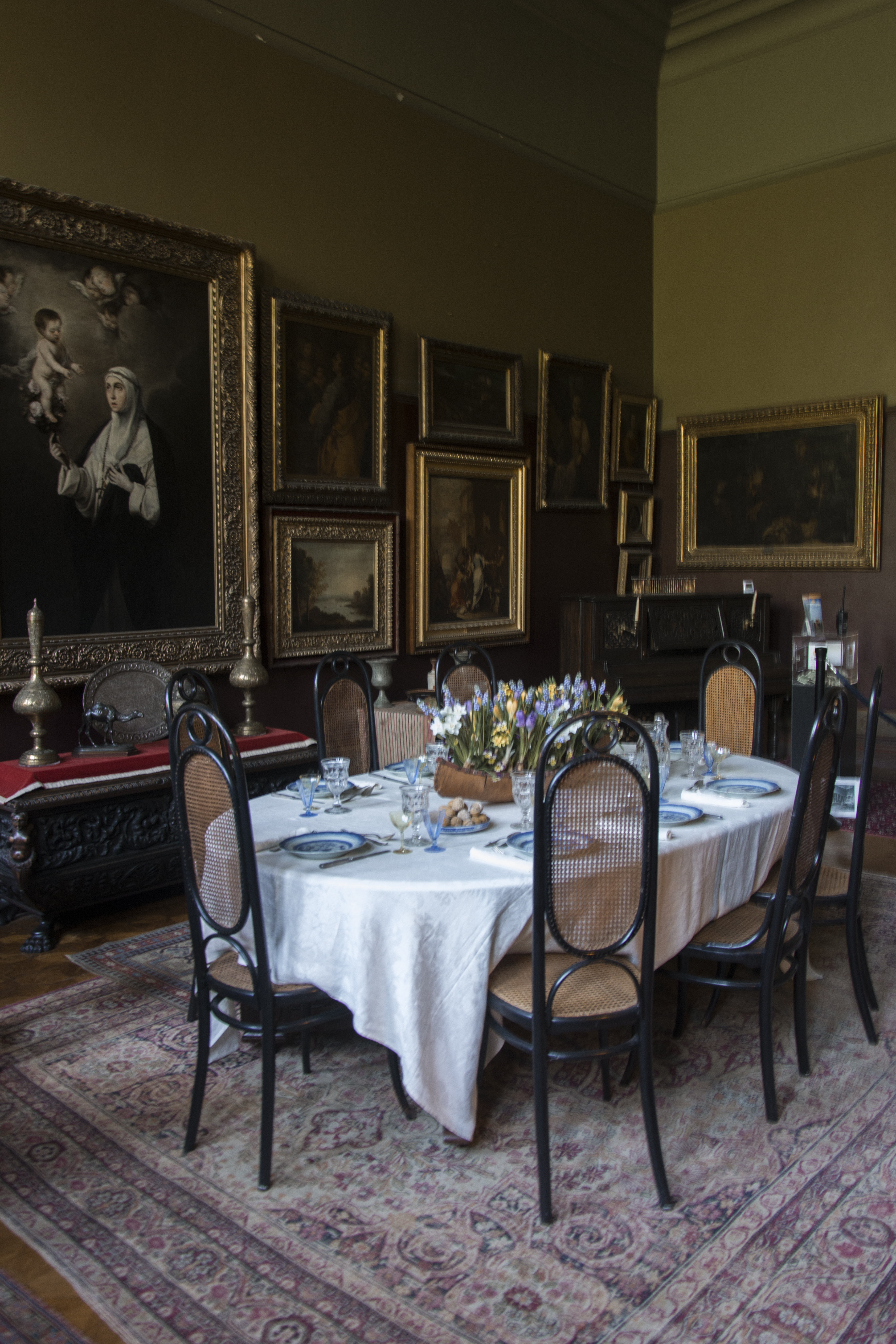
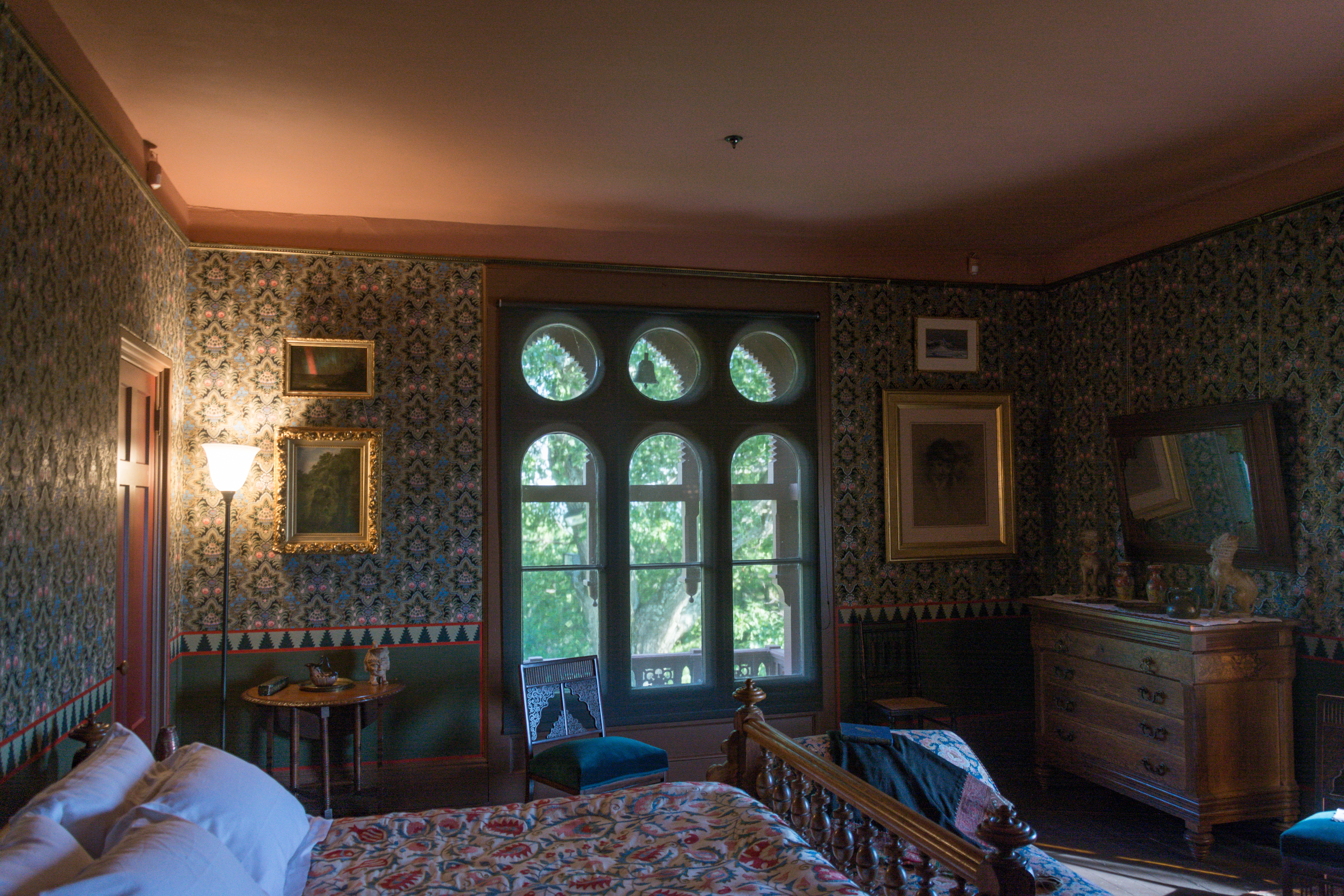
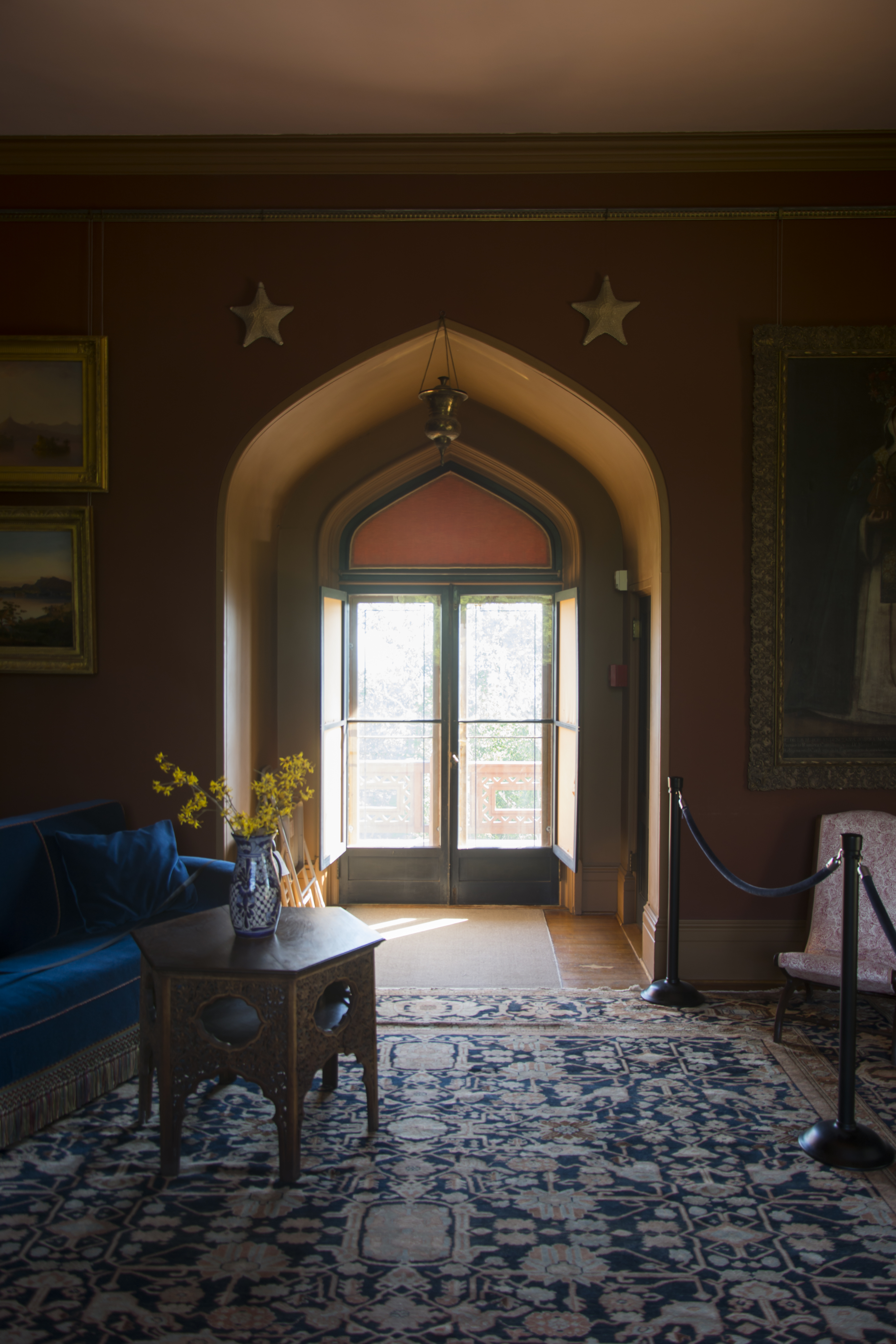
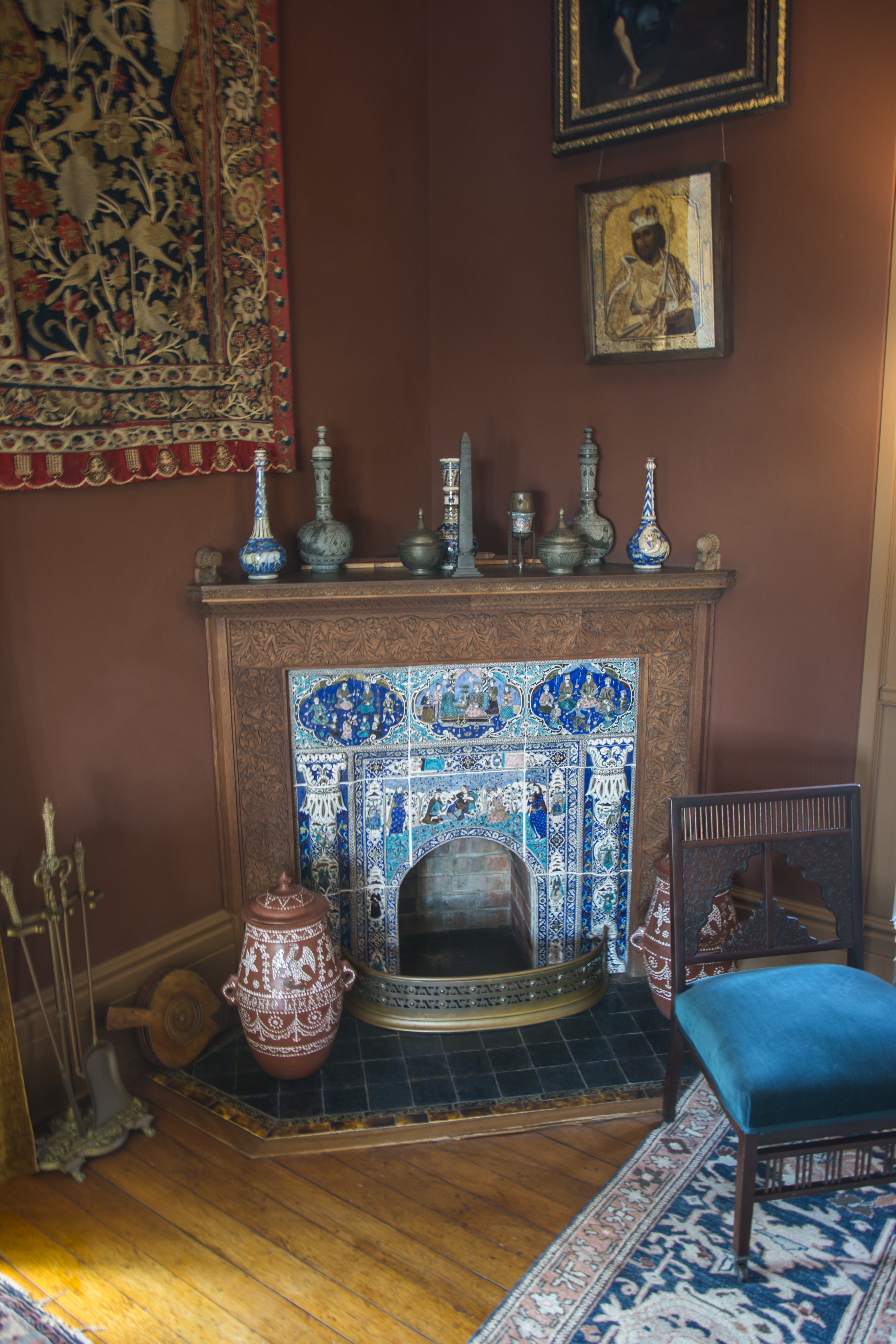
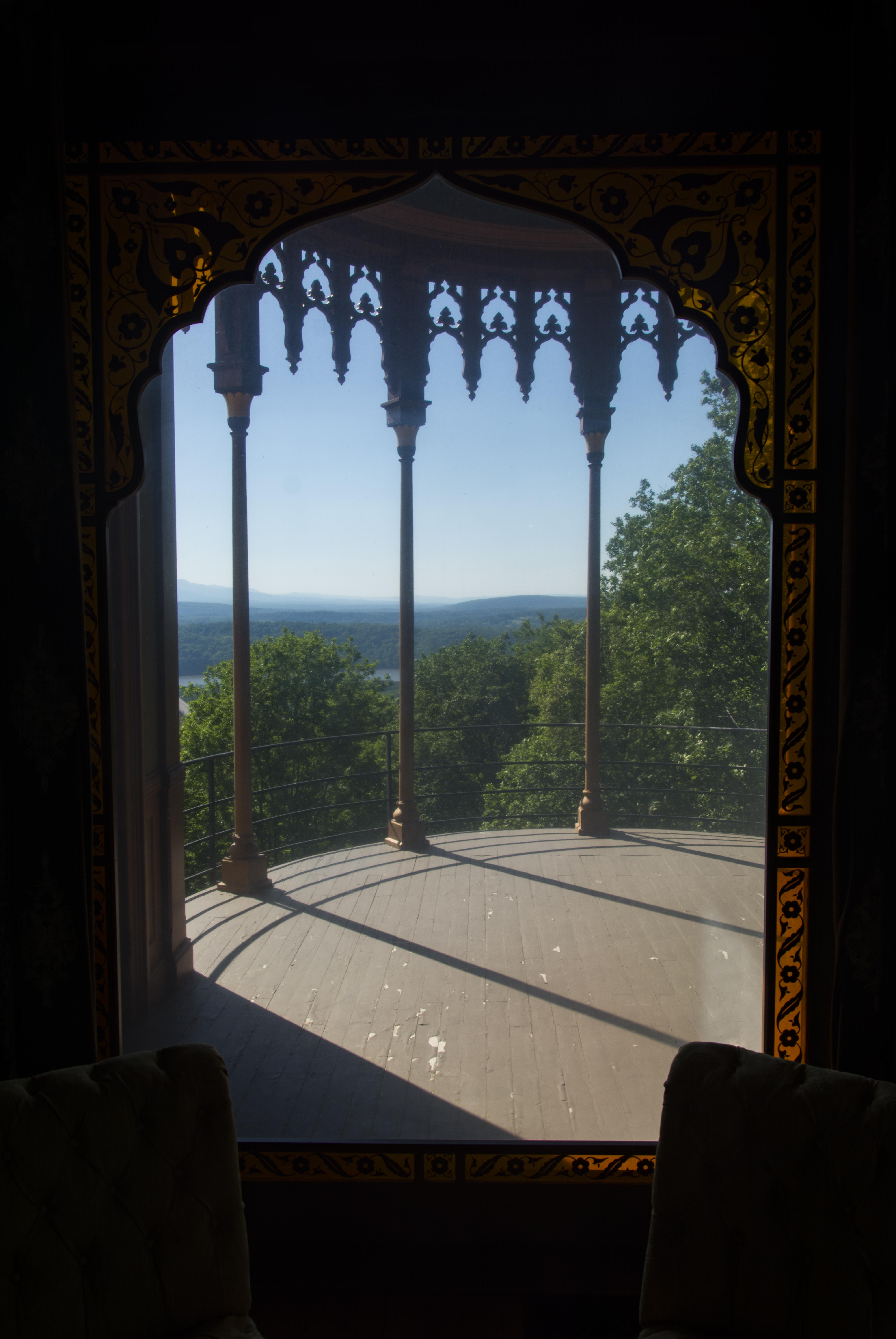
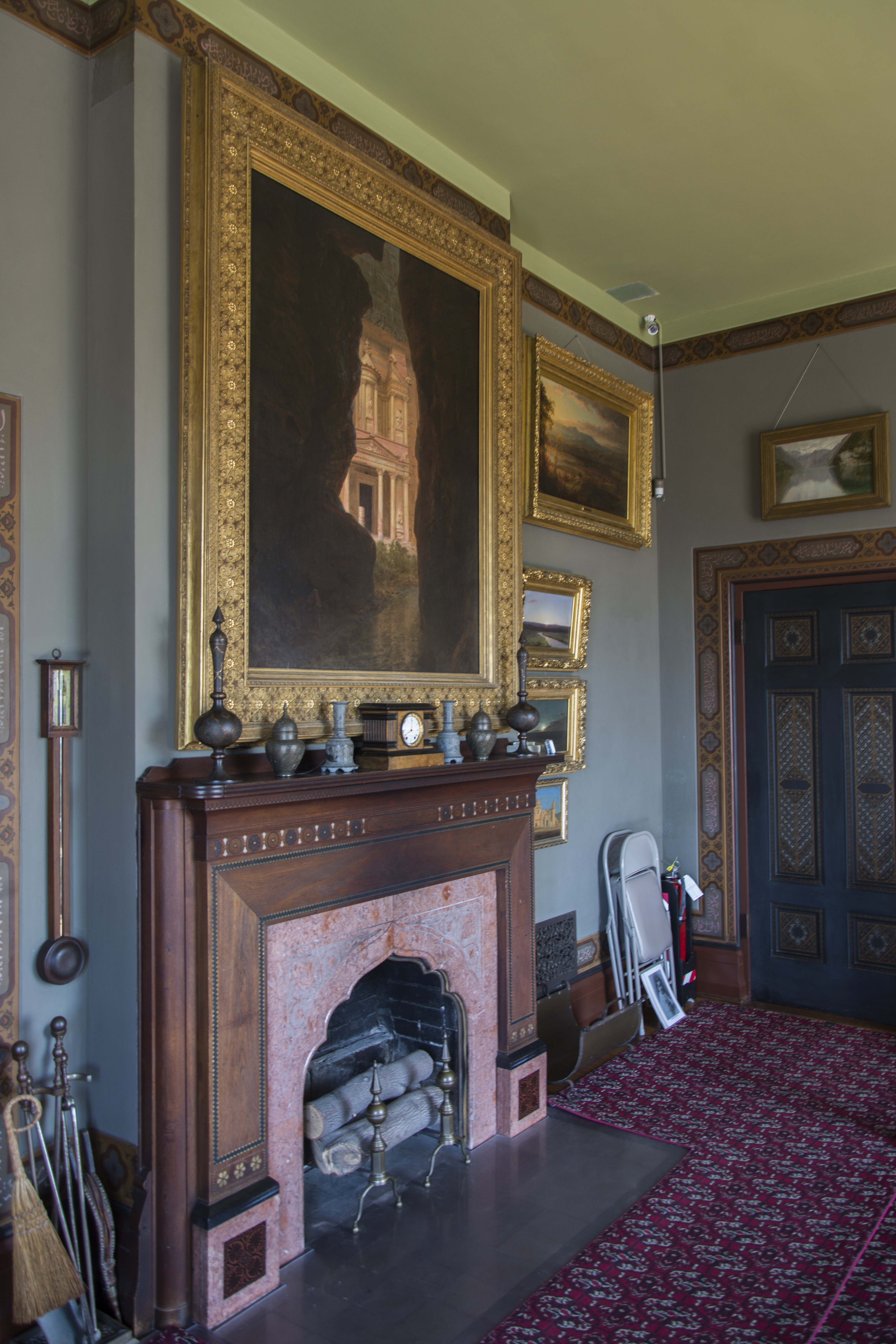
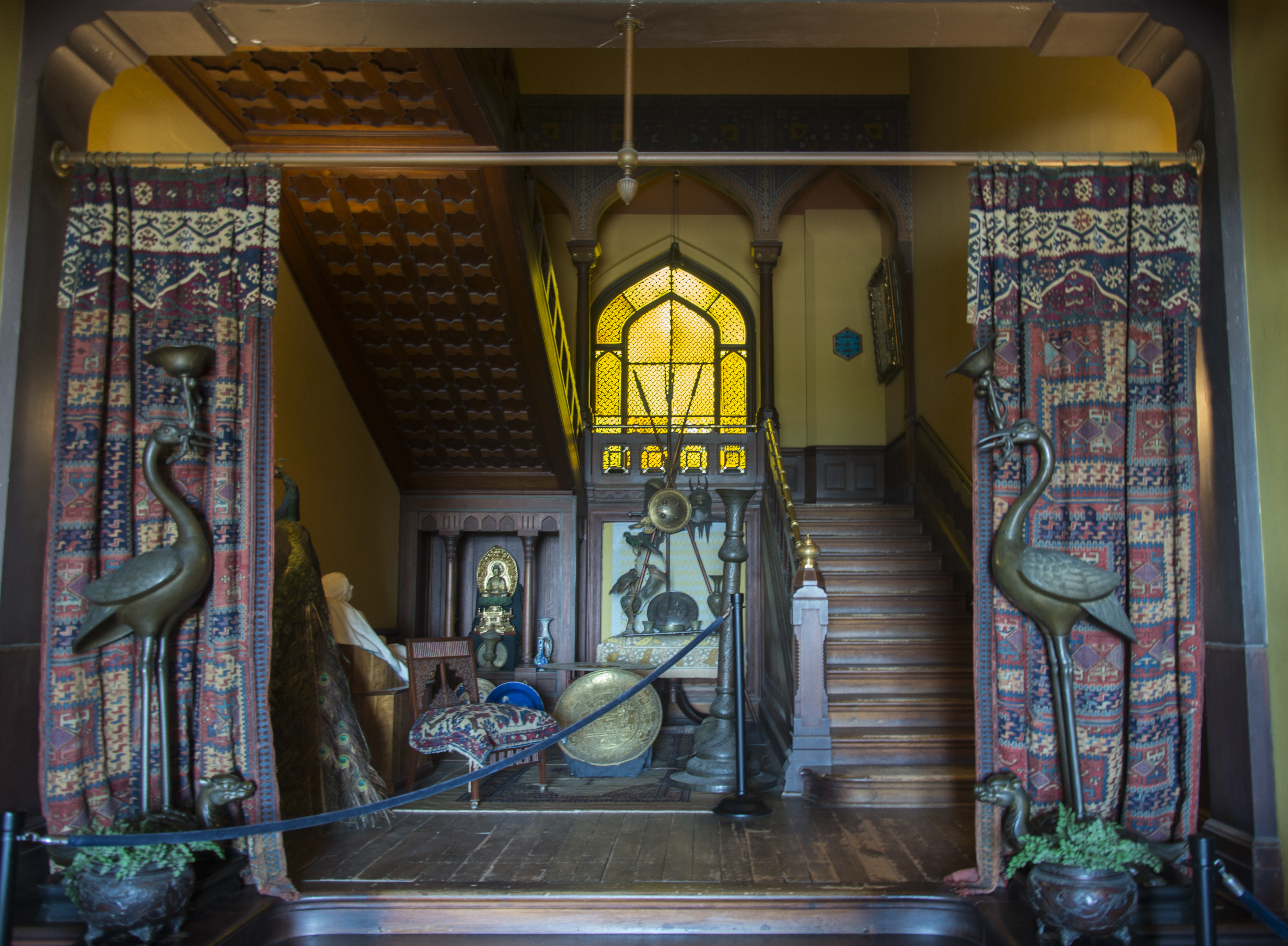
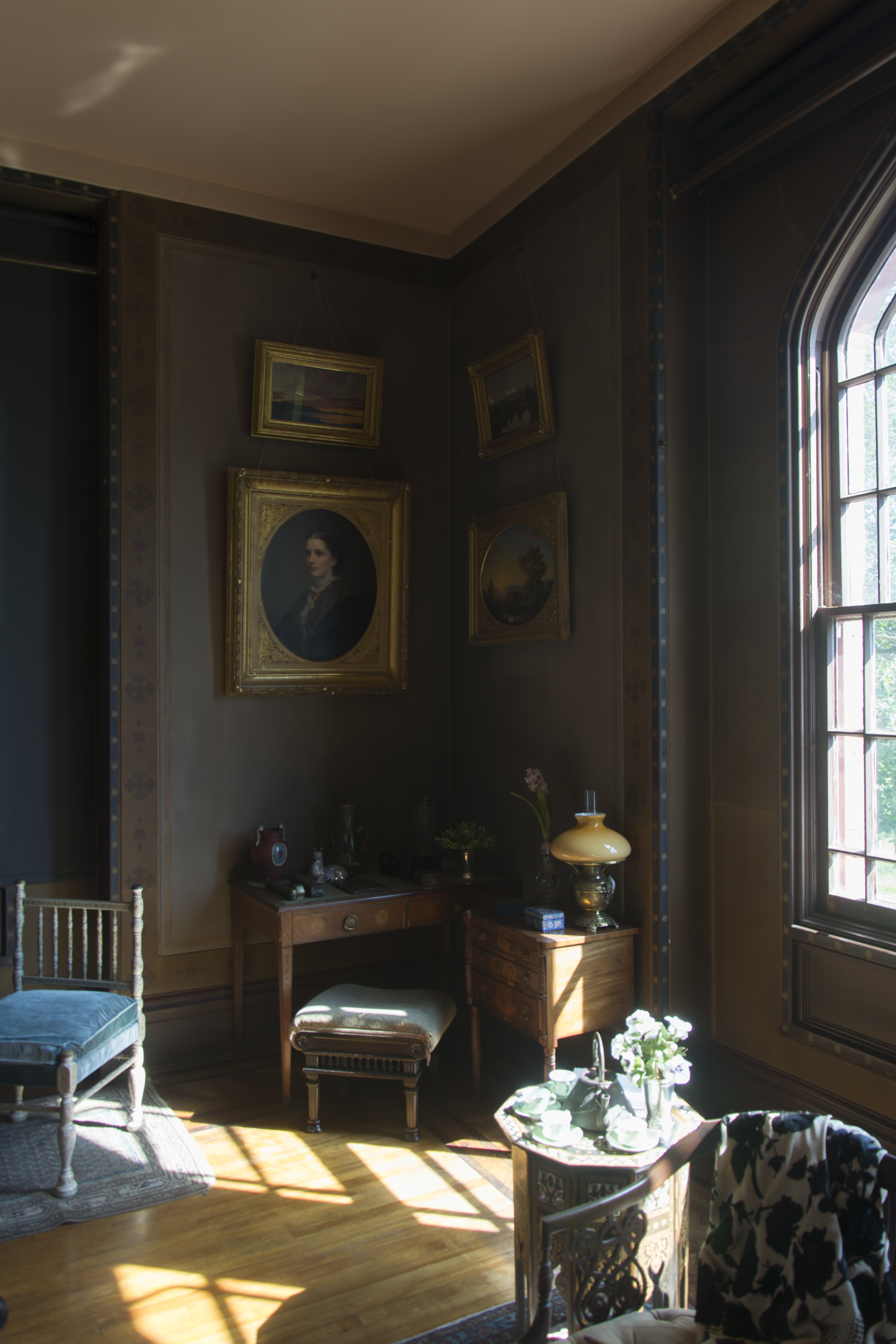
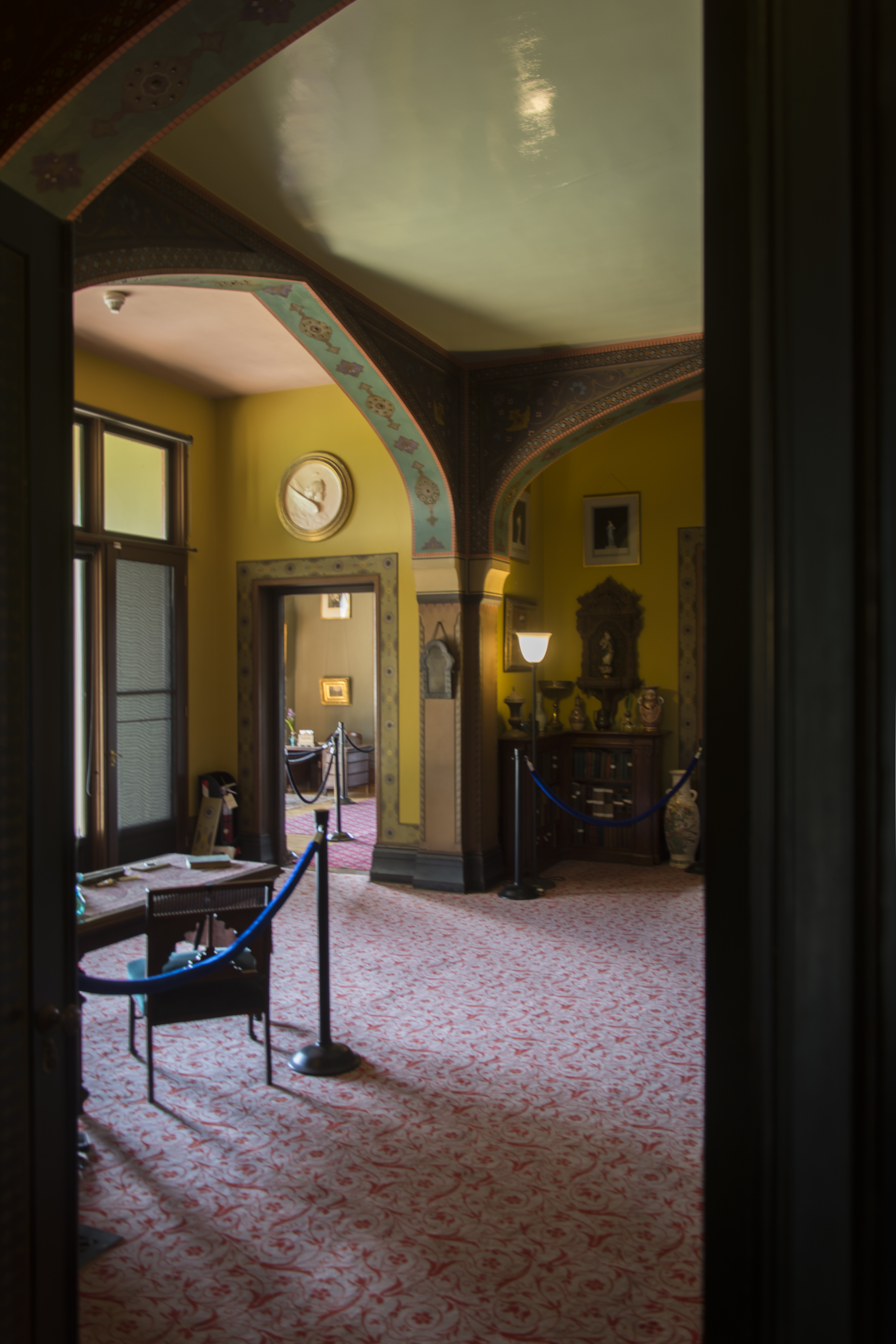